# Beillé
Beillé est une commune française, située dans le département de la Sarthe en région Pays de la Loire, peuplée de 543 habitants (les Beilléens ou Beillois).

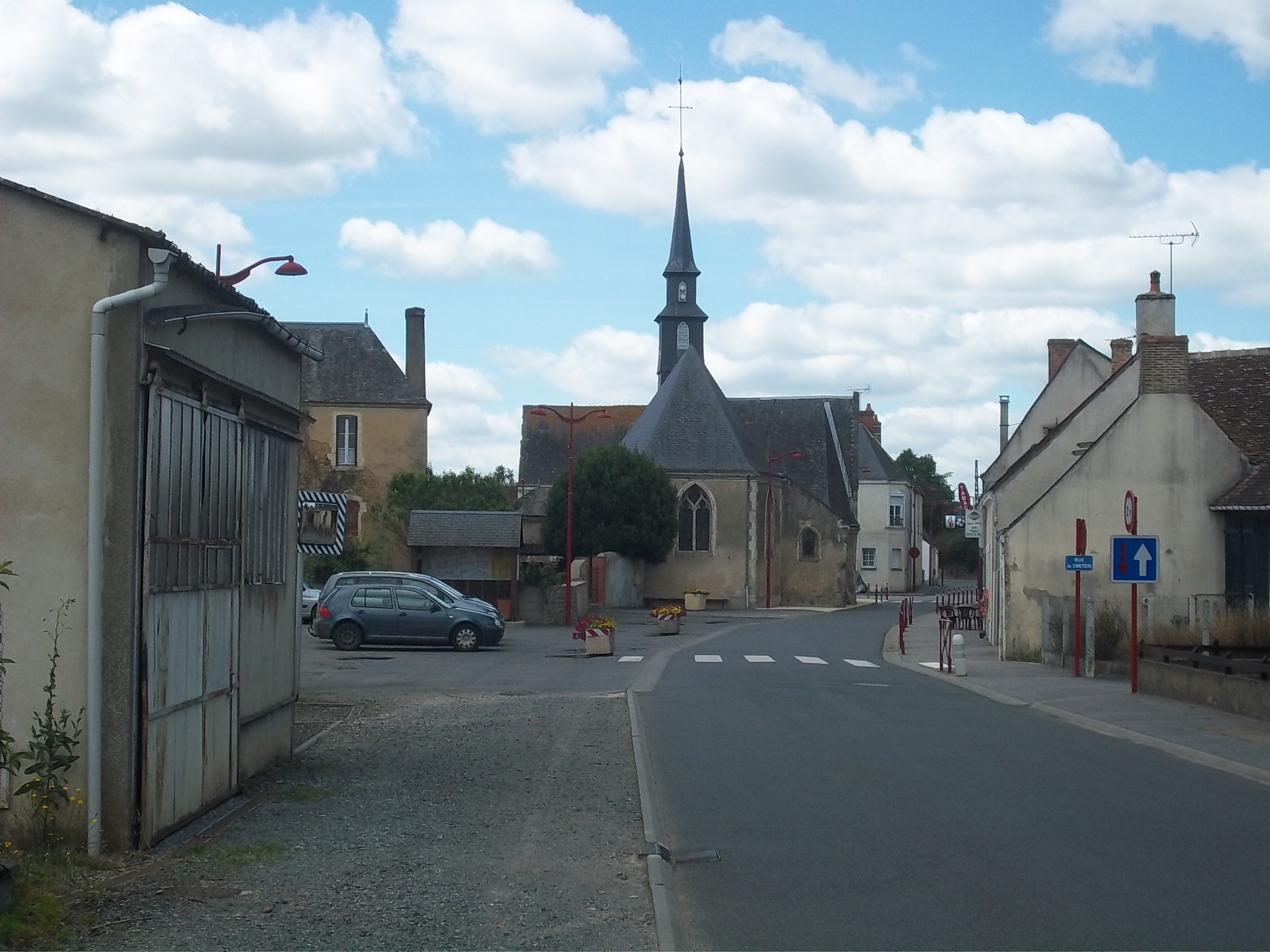
Le centre-bourg de Beillé.

La commune fait partie de la province historique du Maine, et se situe dans le Haut-Maine.

## Géographie
La commune appartient à la région naturelle du Perche.

### Communes limitrophes
| La Chapelle-Saint-Rémy | Tuffé Val de la Chéronne |                    |
|                        | Beillé                   | Vouvray-sur-Huisne |
| Connerré               | Duneau                   |                    |

### Climat
Pour des articles plus généraux, voir Climat des Pays de la Loire et Climat de la Sarthe.
En 2010, le climat de la commune est de type climat océanique dégradé des plaines du Centre et du Nord, selon une étude du CNRS s'appuyant sur une série de données couvrant la période 1971-2000. En 2020, Météo-France publie une typologie des climats de la France métropolitaine dans laquelle la commune est exposée à un climat océanique altéré et est dans la région climatique  Moyenne vallée de la Loire, caractérisée par une bonne insolation (1 850 h/an) et un été peu pluvieux. 
Pour la période 1971-2000, la température annuelle moyenne est de 11,1 °C, avec une amplitude thermique annuelle de 14,7 °C. Le cumul annuel moyen de précipitations est de 682 mm, avec 11,2 jours de précipitations en janvier et 7,2 jours en juillet. Pour la période 1991-2020, la température moyenne annuelle observée sur la station météorologique de Météo-France la plus proche, sur la commune du Luart à 6 km à vol d'oiseau, est de 12,0 °C et le cumul annuel moyen de précipitations est de 686,4 mm,. Pour l'avenir, les paramètres climatiques de la commune estimés pour 2050 selon différents scénarios d'émission de gaz à effet de serre sont consultables sur un site dédié publié par Météo-France en novembre 2022.

## Urbanisme

### Typologie
Au 1er janvier 2024, Beillé est catégorisée commune rurale à habitat dispersé, selon la nouvelle grille communale de densité à sept niveaux définie par l'Insee en 2022.
Elle est située hors unité urbaine. Par ailleurs la commune fait partie de l'aire d'attraction du Mans, dont elle est une commune de la couronne,. Cette aire, qui regroupe 144 communes, est catégorisée dans les aires de 200 000 à moins de 700 000 habitants,.

### Occupation des sols
L'occupation des sols de la commune, telle qu'elle ressort de la base de données européenne d’occupation biophysique des sols Corine Land Cover (CLC), est marquée par l'importance des territoires agricoles (68,3 % en 2018), en diminution par rapport à 1990 (78,1 %). La répartition détaillée en 2018 est la suivante : 
zones agricoles hétérogènes (43,5 %), prairies (24,9 %), forêts (21,9 %), mines, décharges et chantiers (5,5 %), zones urbanisées (4,3 %). L'évolution de l’occupation des sols de la commune et de ses infrastructures peut être observée sur les différentes représentations cartographiques du territoire : la carte de Cassini (XVIIIe siècle), la carte d'état-major (1820-1866) et les cartes ou photos aériennes de l'IGN pour la période actuelle (1950 à aujourd'hui).

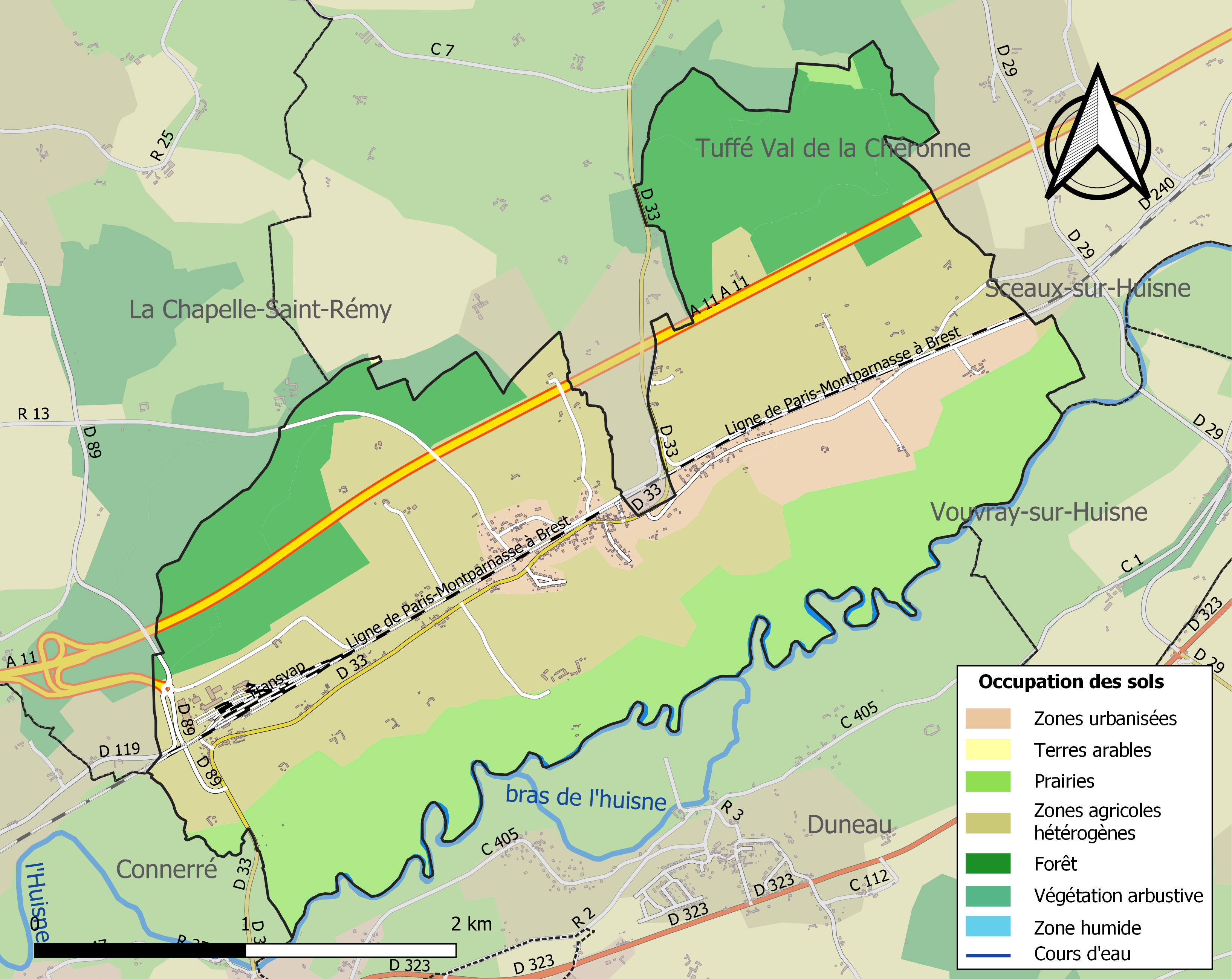
Carte des infrastructures et de l'occupation des sols de la commune en 2018 (CLC).

## Histoire
Pendant la Seconde Guerre mondiale, un Américain bombarda la gare de Beillé ainsi que des maisons aux alentours. En direction de la gare, se dirigeait un train transportant des armes allemandes. Une maison située à côté de la gare possède encore des impacts de ce bombardement.
Plusieurs années plus tard, le maire, André Thomas invita le pilote de cet avion dans la commune pour une commémoration.

## Politique et administration
| Période                                  | Période      | Identité                | Étiquette            | Qualité                |
| ---------------------------------------- | ------------ | ----------------------- | -------------------- | ---------------------- |
| 1878                                     | 1933         | Samuel Menjot d'Elbenne |                      | Diplomate et historien |
| 1933                                     | 1938         | Armand Boulay           |                      |                        |
| 1938                                     | 1941         | Armand Rocheteau        |                      |                        |
| 1941                                     | 1942         | Louis Chéreau           |                      |                        |
| 1942                                     | 1977         | Maurice Boulay          |                      |                        |
| 1977                                     | mars 2001    | André Thomas            | DvD                  |                        |
| mars 2001                                | mars 2014    | René Ganier             | DvD                  | Retraité               |
| mars 2014                                | juillet 2020 | Christian Landeau       | DvG                  | Retraité SNCF          |
| juillet 2020                             | En cours     | Arnault de Calonne      | DvD[réf. nécessaire] | Chef d’entreprise      |
| Les données manquantes sont à compléter. |              |                         |                      |                        |

Le nombre d'habitants, au dernier recensement, étant compris entre 500 et 1499, le nombre de membres du conseil municipal est de 15.

## Démographie
L'évolution du nombre d'habitants est connue à travers les recensements de la population effectués dans la commune depuis 1793. Pour les communes de moins de 10 000 habitants, une enquête de recensement portant sur toute la population est réalisée tous les cinq ans, les populations de référence des années intermédiaires étant quant à elles estimées par interpolation ou extrapolation. Pour la commune, le premier recensement exhaustif entrant dans le cadre du nouveau dispositif a été réalisé en 2008.
En 2022, la commune comptait 543 habitants, en évolution de +2,84 % par rapport à 2016 (Sarthe : −0,25 %, France hors Mayotte : +2,11 %).
| 1793 | 1800 | 1806 | 1821 | 1831 | 1836 | 1841 | 1846 | 1851 |
| ---- | ---- | ---- | ---- | ---- | ---- | ---- | ---- | ---- |
| 328  | 372  | 365  | 359  | 411  | 396  | 411  | 410  | 430  |

| 1856 | 1861 | 1866 | 1872 | 1876 | 1881 | 1886 | 1891 | 1896 |
| ---- | ---- | ---- | ---- | ---- | ---- | ---- | ---- | ---- |
| 462  | 450  | 479  | 491  | 512  | 566  | 586  | 593  | 599  |

| 1901 | 1906 | 1911 | 1921 | 1926 | 1931 | 1936 | 1946 | 1954 |
| ---- | ---- | ---- | ---- | ---- | ---- | ---- | ---- | ---- |
| 571  | 532  | 563  | 574  | 547  | 520  | 502  | 453  | 543  |

| 1962 | 1968 | 1975 | 1982 | 1990 | 1999 | 2006 | 2008 | 2013 |
| ---- | ---- | ---- | ---- | ---- | ---- | ---- | ---- | ---- |
| 536  | 440  | 376  | 327  | 344  | 388  | 490  | 512  | 530  |

| 2018 | 2022 | - | - | - | - | - | - | - |
| ---- | ---- | - | - | - | - | - | - | - |
| 528  | 543  | - | - | - | - | - | - | - |

## Culture locale et patrimoine

### Lieux et monuments
- La gare de Connerré - Beillé.
- L'église Saint-Maurice.
- Le château de Bresteau.
- Le lavoir communal.
- Le pont de Guédon.
- Ancien terrain d'aviation de la Seconde Guerre mondiale.

### Activité et manifestations
- Train touristique à vapeur (association La Transvap).
- Fête de la Saint-Maurice, organisée chaque année au mois de septembre par le comité des fêtes.

### Personnalités liées à la commune
- Samuel Menjot d'Elbenne, diplomate et historien, maire de Beillé de 1878 à 1919.

### Héraldique
| Blason de Beillé | Blason  | Écartelé: aux 1er et 4e d'azur à la croix ancrée d'argent, aux 2e et 3e parti émanché d'argent et de sable. |
| Blason de Beillé | Détails | Le statut officiel du blason reste à déterminer.                                                            |